# Labodje jezero
Labodje jezero (rusko Лебединое озеро) je balet Petra Iljiča Čajkovskega.
Labodje jezero sodi v skupino svetovno najbolj znanih baletov. Baletno Glasbo je Peter Iljič Čajkovski skomponiral med letoma 1875 in 1876 po naročilu Vélikega gledališča v Moskvi (za avtorski honorar 800 rubljev). Prva izvedba baleta je bila 4. marca (*po pravoslavnem koledarju 20. februarja) leta 1877 v Bolšoj teatru v Moskvi, kot redni repertoar te ustanove ostala kar 6 let, do leta 1883. Baletna glasba ima dve različici, saj sta ga po skladateljevi smrti revidirala njegov brat, Modest Čajskovski in dirigent Riccardo Drigo. 
Ruski balet 19. stoletja je bil na vrhuncu vizualnega blišča v ruskem Carskem gledališču, za kar je bil zaslužen baletni mojster Marius Petipa. Čajkovski pa je menil, da lahko izboljša tudi njegovo glasbeno raven. Bil je eden njegovih prvih baletov, zato ni dobro vedel, kaj sploh pričakujejo od njega. Uspeh baleta pripisujemo predvsem njegovi nadarjenosti, slogu komponiranja in verjetno nekoliko tudi njegovi psihi. V baletu je našel svoj idealen svet, pravljični paradiž, v katerem se strahovi razblinijo, upi pa izpolnijo.
Zgodba baleta je skupno delo Vladimirja Begičeva, plesalca Vasilija Geltznerja, baletnega mojstra Juliusa Resingerja in samega Čajkovskega.

## Vsebina
V glavni baletni vlogi nastopa lepa princeska Odette, ki jo je skupaj z njenimi prijateljicami ugrabil zlobni čarovnik Rothbart in jih spremenil v labode, ki le čez noč dobijo človeško telo. 
Princ Siegfried se na svoj rojstni dan odpravi na lov in želi ujeti enega izmed labodov. To mu prepreči Odette, ki se spremeni v očarljivo kraljično. Zaljubita se na prvi pogled. Zaupa mu skrivnost, da bo Rothbartova čarovnija premagana, le če sreča človeka, ki ji bo za vedno poklonil srce in ji ostal zvest. Siegfried ji to obljubi in jo povabi na jutrišnje praznovanje rojstnega dne.
Naslednji dan se začne razkošna svečanost in Siegfriedove misli neprestano bežijo k Odette, zato zavrne vse ostale dame. Svečanost je na vrhuncu, ko nepričakovano najavijo neznanega gosta s svojo hčerko. Vstopi Rothbart, ki s sabo vodi demonsko pojavo Odille (opomba: običajno plesalka igra obe vlogi Odette in Odille, zato je plesati v labodjem jezeru verjetno za vsako balerino eden največjih plesnih izzivov), ki je oblečena v črnino in je videti kot zrcalna podoba zapeljive Odette. 
Ta predelava starodavne legende o iskanju nedosegljive ljubezni, lepote in popolnosti povzema ideal romantičnega baleta. Labodje jezero so prvič v okleščeni različici predvajali v Bolšoj teatru v Moskvi 4. marca 1877. V spremenjeni različici pa ob premieri v Sankt-Peterburgu pa balet ni doživel velikega uspeha, nekateri zgodovinski viri pravijo, da je bila premiera prava polomija, katere razlog naj bi bila neobičajna koreografija, slaba kostumografija in površno igranje orkestra. Kasneje pa je z nekaj spremembami Labodje jezero doživelo svetoven uspeh.